# Narym (řeka)
Narym (rusky Нарым) je řeka ve Východokazachstánské oblasti v Kazachstánu. Je 100 km dlouhá.

## Průběh toku
Pramení v místech, kde se stýká Narymský hřbet a hřbet Sarymsakty v bažinaté krajině. Horní tok není v moc velké výšce a koryto je rovné hlinitopísčité. Dolina se v některých místech roztahuje až do šířky 20 km a jinde se zase zužuje na 25 až 250 m. Koryto řeky je široké 15 až 25 m. Hloubka řeky je 0,5 až 2,5 m. Ústí do Buchtarminské přehrady na Irtyši.

## Vodní režim
Průměrný roční průtok vody ve vzdálenosti 9 km od ústí činí přibližně 9,0 m³/s.
Průměrné měsíční průtoky řeky ve stanici Bolšenarymskoe (Ulken Narin) v letech 1954 až 1987:

## Využití
Podél řeky vede silnice. Na řece leží obydlená místa Žuldyz, Novoberezovka, Majmyr a u ústí Bolšenarymskoe. Řeka má velký význam pro zavlažování.